# One of Us (Liam Gallagher)
One of Us è un singolo del cantautore britannico Liam Gallagher, pubblicato il 16 agosto 2019 come secondo estratto dal secondo album in studio Why Me? Why Not..

## Descrizione
È la seconda traccia dell'album. Alla registrazione del pezzo hanno partecipato Gene Gallagher, figlio di Liam, al bongo e Nick Zinner degli Yeah Yeah Yeahs alla chitarra.

## Video musicale
Nel videoclip, sulla scia del testo, che contiene numerosi riferimenti al fratello Noel Gallagher, Liam cammina in una landa disseminata da foto dell'infanzia dei due fratelli. Ad un certo punto compaiono dei bambini che impersonificano i tre fratelli Gallagher: Noel, Paul e Liam. La scritta "28-08-09", su una porta, è un riferimento alla data dello scioglimento degli Oasis. Il video è stato realizzato con l'aiuto di due delle figure principali della serie televisiva Peaky Blinders: Anthony Byrne, che dirige la quinta stagione del telefilm, è il regista del video, mentre il concept è stato ideato da Steve Knight, creatore di Peaky Blinders.

## Tracce
1. One of Us – 3:25